# Triptyque des Monts et Châteaux
Le Triptyque des Monts et Châteaux est une course cycliste belge créée en 1996. Jusqu'en 2017, il fait partie de l'UCI Europe Tour dans la catégorie 2.2. Il est par conséquent ouvert aux équipes continentales professionnelles belges, aux équipes continentales, à des équipes nationales et à des équipes régionales ou de clubs. Les UCI ProTeams (première division) ne peuvent pas participer. Depuis 2018, il est réservé aux coureurs de la catégorie espoir (moins de 23 ans) et figure au calendrier de l'UCI Europe Tour dans la catégorie 2.2U.
La course se déroule toujours sur trois jours, à l'exception de l'édition 2015 qui pour fêter la 20e édition s'étale sur quatre jours et ne comprend pas l'habituel contre-la-montre.
Les éditions 2020 et 2021 sont annulées à cause de l'épidémie de maladie à coronavirus.

## Palmarès

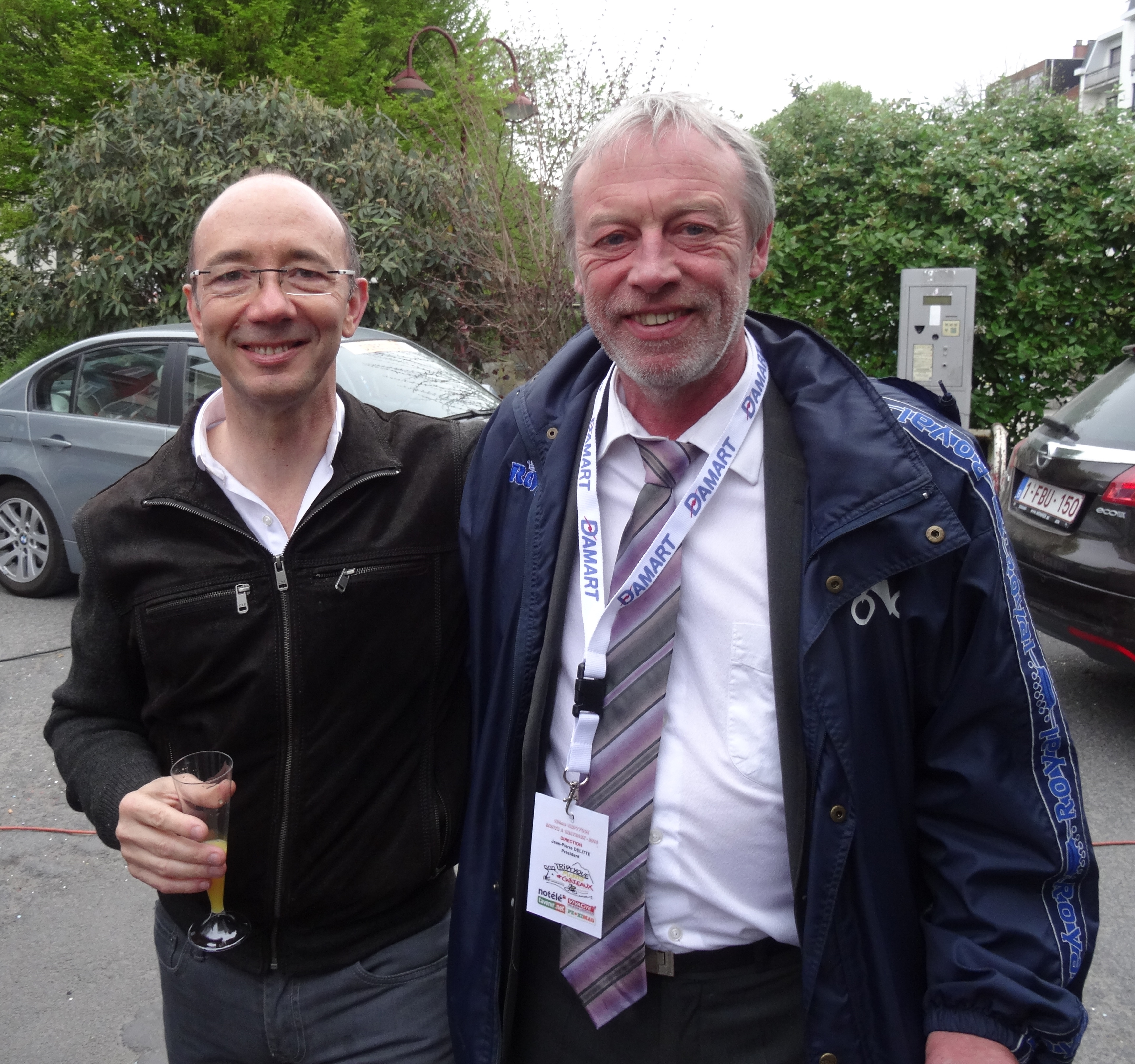
Jean-Pierre Delitte (à droite), le président, photographié à l'arrivée de la 3e étape du Triptyque des Monts et Châteaux 2014.

| Année | Vainqueur          | Deuxième              | Troisième             |
| --- | ------------------ | --------------------- | --------------------- |
| 1996 | Davy Dubbeldam     | Danny Van der Massen  | Edward Farenhout      |
| 1997 | Michel Vermote     | Christophe Coppieters | Guy Van Broekhoven    |
| 1998 | Marcel Duijn       | Geoffrey Demeyere     | Jehudi Schoonacker    |
| 1999 | Mathew Hayman      | Marc Goetschalckx     | Stephan Schreck       |
| 2000 | Stijn Devolder     | Erwin Van Der Auwera  | Vincent van der Kooij |
| 2001 | Andrey Kashechkin  | Kevin De Weert        | Sébastien Rosseler    |
| 2002 | Sébastien Rosseler | Mikhail Timochine     | Johan Vansummeren     |
| 2003 | Sébastien Rosseler | Jurgen Van den Broeck | Niels Scheuneman      |
| 2004 | Thomas Dekker      | Bastiaan Giling       | Rory Sutherland       |
| 2005 | Marc de Maar       | Heath Blackgrove      | Benoît Sinner         |
| 2006 | Lars Boom          | Dmitry Kozontchuk     | Huub Duyn             |
| 2007 | Tom Leezer         | Martijn Maaskant      | Kevyn Ista            |
| 2008 | Thomas De Gendt    | Jan Bakelants         | Sven Van Den Houte    |
| 2009 | Kris Boeckmans     | Romain Zingle         | Jan Ghyselinck        |
| 2010 | Jetse Bol          | Taylor Phinney        | Wilco Kelderman       |
| 2011 | Tom Dumoulin       | Jonathan Dufrasne     | Vegard Stake Laengen  |
| 2012 | Bob Jungels        | Ivar Slik             | Marc Goos             |
| 2013 | Fábio Silvestre    | Lawson Craddock       | Jeroen Lepla          |
| 2014 | Owain Doull        | Tiesj Benoot          | Alex Kirsch           |
| 2015 | Lilian Calmejane   | Owain Doull           | Maxime Farazijn       |
| 2016 | Mads Würtz Schmidt | Jonathan Dibben       | Maximilian Schachmann |
| 2017 | Jasper Philipsen   | Eddie Dunbar          | Neilson Powless       |
| 2018 | Jasper Philipsen   | Stan Dewulf           | William Barta         |
| 2019 | Mikkel Bjerg       | Ian Garrison          | Tom Pidcock           |
| '"`UNIQ--templatestyles-00000039-QINU`"'Non disputé en raison de la pandémie de Covid-19 en 2020 et 2021 |                    |                       |                       |
| 2022 | Enzo Paleni        | Per Strand Hagenes    | Stian Fredheim        |